# 郦范
郦范（428年—489年），字世则，小名记祖，范阳郡涿县（今河北省涿州市）人。北魏将官，官至平东将军、青州刺史，爵封永宁穆侯。

## 家世
祖父郦绍，后燕皇帝慕容宝的濮阳太守。北魏道武帝定中山，郦绍以郡迎降，授兖州监军。父郦嵩，天水太守。

## 仕途
北魏太武帝年间，郦范给事东宫皇太子拓跋晃。拓跋晃子北魏文成帝登基，追录先朝旧勋，赐郦范爵永宁男，加宁远将军。以治礼郎身份迁太武帝、拓跋晃神主于太庙，进爵为子。

### 从平青州
皇兴元年（467年）二月，征南大将军慕容白曜南征南朝宋，郦范为左司马。军队到无盐，宋将申纂拒守。有识者都认为攻城用具未完备，不宜进军。郦范说，魏军深入敌境，不宜滞留，申纂必以为魏军不会攻城。在他建议下，慕容白曜隐藏军队伪装撤退，表示不攻城。申纂果然不设备。三月，慕容白曜趁夜攻城，次日白天就攻克了。慕容白曜想把无盐百姓赏给军队，郦范说要从长远计，刚占领城池，恩惠未及百姓，附近尚有敌军的将兵，应当以信义为先，展示法度以安民心，这样就可以平定青州、冀州。慕容白曜认为这是好主意，于是释放了无盐百姓。
又进军肥城，慕容白曜将要攻城。郦范说肥城虽小，攻城却需时日，攻下了无助于军威，攻不下却会损害军威，建议可以写信告喻，可使肥城不攻自降，即使不投降，守军也会逃散了。于是慕容白曜写信给肥城人，肥城守军果然溃散，魏军获粟三十万斛。慕容白曜当众看着郦范说：“此行有卿在，三齐不难平定了。”
魏军到升城，宋青州刺史沈文秀遣部下宁朔将军张元孙奉上笺表以示归顺，请求魏军派遣援军。慕容白曜想派偏师赴援，郦范却指出沈文秀家室和家族坟墓都在江南，本人拥兵数万，有兵有城，可战可逃，眼下并未遭到强军逼迫，并无忧患，却请求援军，使者多话又面有愧色，眼睛也往下看，表现得胆怯，又说好话又送厚礼，是在诱惑魏军，不如依次平定历城、盘阳、梁邹、乐陵，徐图进取，百姓也会相迎。慕容白曜虽然肯定郦范前后的计策都没错，却不想采纳郦范这一次，认为今宋冀州刺史崔道固兵力微弱困守历城孤城不能与魏军相战，沈文秀是自知必败所以提前归顺，机不可失。郦范说历城兵精粮足不易攻克，占据东阳的沈文秀是各城池的根本所在，多遣援军则无法攻历城，少遣援军则无以慑服东阳的军队，假如沈文秀变卦闭门拒守，所派偏师在前线为其所挫败，梁邹等诸城的军队在后追击，沈文秀再亲率大军相逼，偏师将腹背受敌，进退无路，即使韩信、白起也不能保全，劝慕容白曜仔细考虑不要中计。慕容白曜才停止。沈文秀果然不是真心投降。三年（469年）正月，慕容白曜攻克东阳，二月被任为青州刺史，于是表郦范为青州刺史以抚新得百姓。

### 再镇青州
后回京，进爵为侯，加冠军将军，迁尚书右丞。郦范梦见阴毛拂过脚踝。后来说出来，齐地占梦者史武说这是再为青州刺史的征兆。郦范笑答：“为了卿，我将必定验证此梦。”果然又被除平东将军、青州刺史、假范阳公。
镇将拓跋伊利上表郦范造船卖玉，勾结外贼，被有司查验发现是诬陷并治罪。北魏孝文帝诏郦范言及此事，赞他勤能致远，不要为此生疑，如果他日郦范有罪，只处鞭刑，勉励他继续恪守职务守边。
后回朝，卒于京城，谥穆。

## 评价
- 《北史》论曰：郦范智器而达（有才能而通达事理）。[2]

## 子孙
- 郦道元，官至安南将军、御史中尉
- 第四子郦道慎，官至辅国将军、骁骑将军、正平太守
- 郦道约，官至东莱、鲁郡二郡太守[1]

## 延伸阅读
[在维基数据编辑]
 《魏書·卷42》，出自魏收《魏书》
 《北史/卷027》，出自李延壽《北史》